# 阿卡泰
阿卡泰（義大利語：Acate）是意大利西西里大区拉古萨省的一个市镇。市镇面积为101.4平方公里，人口数量为11,325人（2017年）。

## 友好城市
- 法國 尚布利